# Marklowice
Marklowice is een dorp in de Poolse woiwodschap Silezië. De plaats maakt deel uit van de gemeente Marklowice en telt 5 180 inwoners.